# Fully
Fully (früher deutsch Füllien) ist eine politische Gemeinde und eine Burgergemeinde des Bezirks Martigny im französischsprachigen Teil des Kantons Wallis in der Schweiz.
Fully ist ein wichtiger Weinort des Wallis. Siehe hierzu auch den Artikel Weinbau in der Schweiz.

## Geografie

Historisches Luftbild aus 400 m (1949)

Fully liegt nordöstlich von Martigny auf der Nordseite des Rhonetals am Fuss des Grand Chavalards (2901 m ü. M.). Die Gemeinde besteht aus 18 Dörfern und Weilern, namentlich Fully, Beudon, Branson, Buitonne, Châteignier, Chiboz d’en Bas, Chiboz d’en Haut, Eulo, Jeur Brûlée, Le Carre, L’Etray, Mayen Loton, Mazembroz, Planuit, Randonnaz, Saxe, Tassonières und Vers l’Église. Die Gemeinde grenzt im Norden an Bex VD, im Nordnordosten und Ostnordosten an Leytron, im Nordosten und im Osten an Saillon, im Ostsüdosten an Saxon, im Südosten und Süden an Martigny, im Südwesten an Dorénaz und im Nordwesten an Collonges.

## Bevölkerung
| Bevölkerungsentwicklung | Bevölkerungsentwicklung | Bevölkerungsentwicklung | Bevölkerungsentwicklung | Bevölkerungsentwicklung | Bevölkerungsentwicklung | Bevölkerungsentwicklung | Bevölkerungsentwicklung | Bevölkerungsentwicklung | Bevölkerungsentwicklung | Bevölkerungsentwicklung | Bevölkerungsentwicklung | Bevölkerungsentwicklung | Bevölkerungsentwicklung |
| ----------------------- | ----------------------- | ----------------------- | ----------------------- | ----------------------- | ----------------------- | ----------------------- | ----------------------- | ----------------------- | ----------------------- | ----------------------- | ----------------------- | ----------------------- | ----------------------- |
| Jahr                    | 1444                    | 1560                    | 1798                    | 1850                    | 1900                    | 1950                    | 2000                    | 2010                    | 2012                    | 2014                    | 2016                    | 2018                    | 2020                    |
| Einwohner               | 80 Haushalte            | 180                     | 694                     | 1038                    | 1494                    | 3150                    | 5587                    | 7686                    | 7974                    | 8355                    | 8622                    | 8763                    | 8793                    |

## Weinbau
Mit einer Anbaufläche von rund 310 Hektaren ist Fully eine der grössten Weinbaugemeinden des Kantons Wallis. Die häufigsten Rebsorten sind Gamay, Pinot Noir, Chasselas (im Wallis Fendant genannt) und Petite Arvine. Die Spezialität des Weinanbaus in Fully ist insbesondere die Sorte Petite Arvine. In Fully haben vier Rebsorten das Qualitätslabel Grand Cru AOC Wallis. Es sind dies Petite Arvine, Ermitage, Gamay und Syrah.
Zum ersten Mal geht der Robert Parker Wine Advocate mit dem Maximum von 100 Punkten in die Schweiz: an Marie-Thérèse Chappaz mit ihrer Petite Arvine.

## Verkehr
Fully liegt an der Postautolinie Martigny – Sion. Der SBB-Bahnhof Fully-Charrat befindet sich im Nachbardorf Charrat und wird nur von Regionalzügen bedient.

## Söhne und Töchter der Gemeinde
- Julien Maret (* 1978), Autor
- Raphaël Addy (* 1990), Radrennfahrer